# Сюй Шисяо
Сюй Шисяо (кит.: 徐诗晓; нар. 16 лютого 1992) — китайська веслувальниця на каное, олімпійська чемпіонка 2020 та 2024 року, чемпіонка світу.

## Виступи на Олімпіадах
| Олімпіада  | Дисципліна               | Місце |
| ---------- | ------------------------ | ----- |
| Токіо 2020 | каное-двійки, 500 метрів | 1     |
| Париж 2024 | каное-двійки, 500 метрів | 1     |

## Зовнішні посилання
- Сюй Шисяо на сайті International Canoe Federation (англійська)
- Сюй Шисяо на сайті Olympedia (англійська)